# Кэро (Пэкче)
Кэро (хангыль 개로왕, 근개루왕, ханча 蓋鹵王, 近蓋婁王, ?—475) — 21-й правитель раннесредневекового корейского государства Пэкче (в 455—475 годах). Старший сын вана Пию. Личное имя — Кёнса (경사, 慶司).

## Внутренняя политика
Активными — но в итоге неудачными — были попытки государя Кэро обуздать произвол аристократов и усилить централистские начала. Опираясь на поддержку клана Мок, Кэро стал назначать на все основные должности членов государева рода. По его ходатайству ближайший партнер (и формальный «сюзерен») Пэкче этого периода, южнокитайская династия Сун, присвоил целому ряду его близких родственников (и некоторым членам клана Мок) пышные китайские титулы, что должно было поднять их престиж. Одновременно в стране поощрялось развитие буддизма, универсалистские положения которого должны были, как надеялся Кэро, вытеснить традиционный аристократический клановый этос. Государство также активно использовало своё право на мобилизацию рабочей силы общинников: строились новые крепости на границах, а также роскошные дворцы для государя и его семьи. Однако итог этой политики был печален. Недовольные жесткой централизаторской линией государя, часто приобретавшей ярко репрессивный характер в отношении оппозиционной знати, многие аристократы предпочитали эмигрировать в Когурё. В глазах разоренных поборами и мобилизациями общинников государство теряло всякий авторитет. Выражением общего недовольства были популярные слухи о том, что чрезмерное дворцовое строительство ведется якобы по наущению втершихся в доверие государя когурёских шпионов, желающих разорить Пэкче. Так это было или нет, мы вряд ли когда-нибудь узнаем.
В летописях сохранился легендарный рассказ о том, как когурёский ван Чансу отправил в Пэкче лазутчика — буддийского монаха Торима. Воспользовавшись любовью пэкческого вана Кэро к падук (шашкам), Торим вошел к нему в доверие. В задушевных беседах Торим говорил, что для величия Пэкче не хватает лишь крепких городских стен, дворцов и других великолепных сооружений, выражал сожаление, что даже «прах прежнего вана остается в низине еле похороненным», а население города постоянно страдает от наводнений. Послушавшись его советов, ван развернул огромные строительные работы и настолько истощил силы народа, что вызвал всеобщий ропот. А Торим тем временем бежал в Когурё и сообщил, что настало время ударить по ослабленному Пэкче.

## Посольство в Китай
В 472 году было впервые отправлено посольство в Северную Вэй к Сяо Вэнь-ди, которое передало письмо вана к императору. В письме, среди прочего, ван просил об альянсе против Когурё, упоминалось и о врагах императора из Северной Янь, которых приютили когурёсцы, а также о том, что когурёсцы могли утопить вэйских послов. Ван даже послал седло найденное среди вещей, якобы, утопленных вэйских послов. Император ответил очень уклончиво: он признал, что Когурё ведёт себя не так как верный вассал, но всё же не так, как явный враг. Поэтому Пэкче пришлось забыть о союзе с Китаем против Когурё.

## Поражение в войне с Когурё
Правление вана Кэро завершилось катастрофой. В 469 г. пэкчесцы совершили нападение на южные пределы Когурё, а осенью 475 г. 30-тысячное когурёское войско осадило пэкческую столицу Хансон. Кэро не решился на битву и заперся в столице, а своего сына Мунджу отправил за подмогой в союзное Силла. Дальнейшие события описываются в «Самгук саги» следующим образом: «[Когу]рёские люди, разбив армию на четыре направления, начали штурм с флангов, а затем, воспользовавшись [попутным] ветром, бросали огненные [факелы] и подожгли крепостные ворота. Среди [пэкческих] людей началась паника, и нашлись такие, кто хотел выйти и сдаться [неприятелю]. Ван был в затруднении и не знал, что предпринять. Поэтому [в спешке] отобрал несколько десятков всадников. [Они] вырвались на конях за ворота и бежали в западном направлении. [Когу]рёские люди, пустившиеся в погоню, убили вана». Показательно, что, после того как пэкческая столица была взята когурёсцами, именно эмигрировавшие ранее в Когурё пэкческие аристократы нагнали и убили государя Кэро. Перед казнью государю публично трижды плюнули в лицо, что должно было лишить побежденного пэкческого вана последних остатков престижа («[Когу]рёские военачальники — Кольлу и другие, увидев, как ван спешивается с коня и кланяется им, трижды плюнули ему в лицо. Затем, обвинив его в совершенных им преступлениях, связали его и отправили под стены [крепости] Ачхасон, где и убили его. Кольлу и Маннён были родом из этого государства (Пэкче), но [ранее] из-за совершенных преступлений бежали и скрывались в Когурё».). Этот эпизод хорошо показывает масштабы всеобщего недовольства, порожденного чрезмерно крутой централизаторской политикой.
События нашли отражения и в японской летописи «Нихон-сёки», где цитируются «Пэкче-ки» («Записи Пэкче»): «Кэро-ван, годыль-мё (52-й год цикла) [475 год], зима. Комаская (яп. кома — когурёская) многочисленная армия пришла, семь дней и ночей штурмовала Большой город (кор. Тхэ-сон), и ванская столица пала (досл. „была взята и пала“), в связи с этим [располагавшееся южнее Хансона владение] Вире-кук было утрачено. Ван и великая государыня (кор. тхэху, кит. тайхоу) и сыновья вана — все погибли от вражеских рук».
Бассейн р. Ханган (до самых южных пределов современной провинции Кёнги) был присоединен к владениям Когурё, более 8 тысяч пэкчесцев уведены в когурёский плен . Новый ван Пэкче, сын Кэро Мунджу вынужден был перенести столицу государства на юг в Унджин.